# 兴安直隶州
兴安州，明朝的直隶州。
元朝为金州，属兴元路。明朝万历十一年（1583年）八月金州改为兴安州，属汉中府。万历二十三年（1595年）直隶陝西承宣布政使司。此前治理汉水以北，后迁往汉水以南。下辖平利县、洵阳县、白河县、紫阳县、石泉县、汉阴县六县。清朝乾隆四十七年（1782年）升为兴安府。

## 延伸阅读
[在维基数据编辑]
 《欽定古今圖書集成·方輿彙編·職方典·興安州部》，出自陈梦雷《古今圖書集成》